# 제3근위사단 (일본군)
근위 제3사단(일본어: 近衛第3師団 고노에 다이산시단[*], 영어: 3rd Guards Division (3GD))은 일본 제국 육군 근위대의 사단이다.

## 사단장
| # | 계급 | 성명                        | 취임일          |
| - | ---- | --------------------------- | --------------- |
| 1 | 중장 | 林芳太郎 하야시 요시타로[*] | 1944년 7월 18일 |
| 2 | 중장 | 山崎清次 야마자키 세이지[*] | 1945년 5월 23일 |

## 부대
- 근위 제8연대 - 도쿄
- 근위 제9연대 - 고후
- 근위 제10연대 - 사쿠라

## 같이 보기
- 근위대

## 참고
- Madej, Victor (1981). 《Japanese Armed Forces Order of Battle, 1937–1945》 (영어). Allentown, PA: Game Publishing Company. ASIN B000L4CYWW.